# Steinerner Fischer
Der Steinerne Fischer ist ein aus Chloritschiefer angefertigtes Denkmal auf dem Benediktinerplatz in Klagenfurt am Wörthersee. Die Anfertigung der lebensgroßen Statue im Jahr 1606 wird dem Bildhauer Martin Paccobello zugeschrieben.

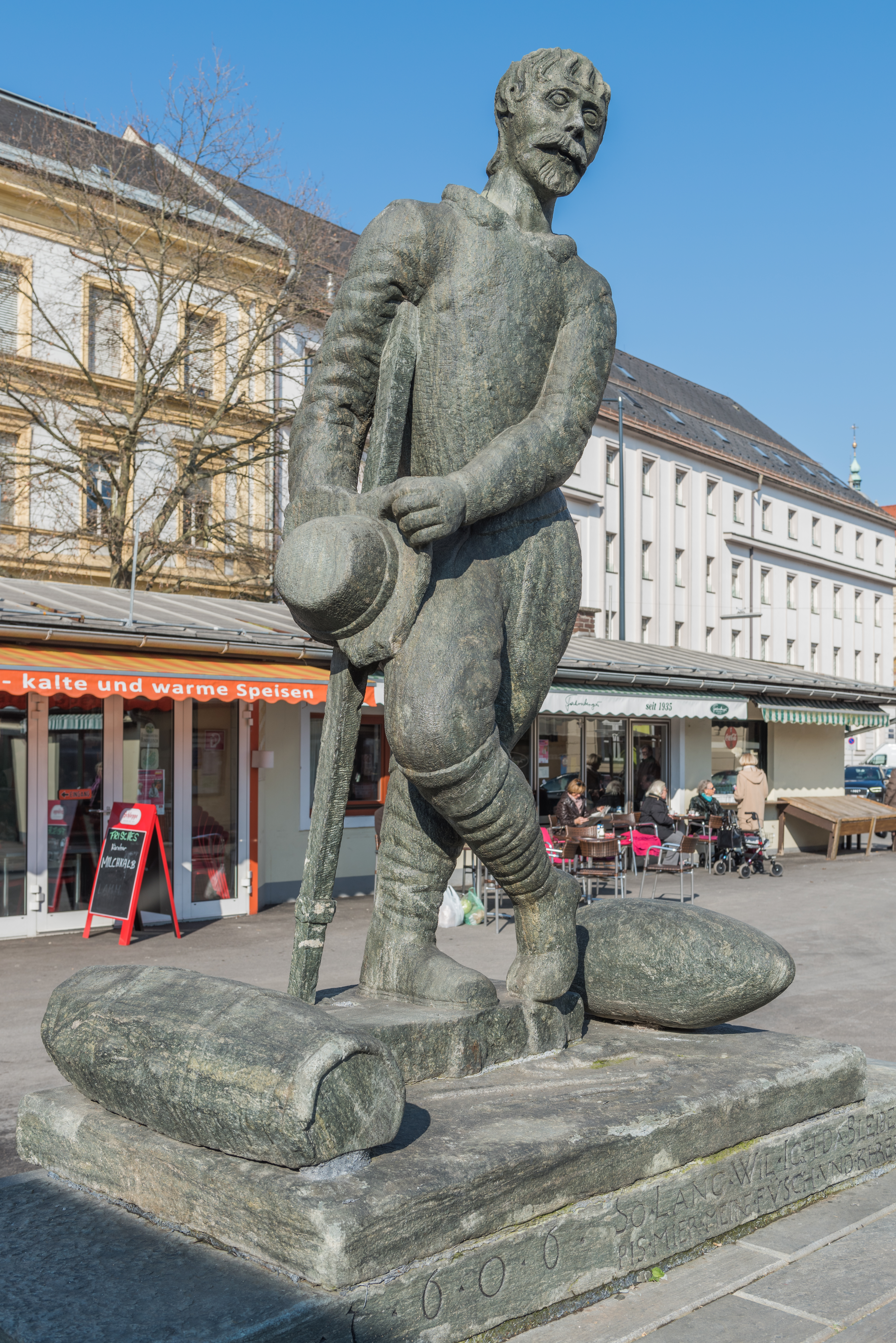
Steinerner Fischer

Die Steinstatue stand bis 1962 in einer Hausnische auf der Westseite des Heiliggeistplatzes, dem Platz vor der Heiligengeistkirche. An diesem Ort, nahe beim Lendhafen und doch von der Stadtmauer geschützt, fand bis 1925 ein Fischmarkt statt. Danach stand das Denkmal viele Jahre im Rathaushof, bis es 1988 auf den Benediktinerplatz versetzt wurde, wo seit dem Zweiten Weltkrieg der zentrale Wochenmarkt Klagenfurts stattfindet. Der Kopf der Statue wurde im 19. Jahrhundert durch eine Kopie ersetzt, 1998 wurde sie vollständig restauriert. Sie steht unter Denkmalschutz.
Im Sockel der Statue ist die Jahreszahl 1606 und folgender Text eingraviert:
So lang wil ich da bleibn sthan -
pis mier meine Füsch und Khrebs abgan.
Eine Sage berichtet von einem Wörthersee-Fischer, der auf dem Markt seine Ware anbot. Einer Frau, die die Richtigkeit der Anzeige seiner Waage anzweifelte, schwor der Fischer: „Zu Stein soll ich werden, wenn ich falsch gewogen habe!“ Diese frevlerische Aussage erfüllte sich auf der Stelle, vor den Augen der Marktleute wurde der Fischer zu Stein und wartet noch heute auf seine Erlösung.
Tatsächlich war die Errichtung der Statue im Jahr 1606 eine durch den Klagenfurter Magistrat angeordnete Maßnahme, die die Fischhändler ermahnen sollte, ihre Ware ausschließlich auf dem Markt selbst zu verkaufen und nicht etwa zu stark reduzierten Preisen auf dem Weg zwischen Lendhafen und Markt, was streng untersagt war.